# Бузовград
Бузовград (болг. Бузовград) — село в Болгарии. Находится в Старозагорской области, входит в общину Казанлык. Население составляет 2 236 человек.

## Политическая ситуация
В местном кметстве Бузовград, в состав которого входит Бузовград, должность кмета (старосты) исполняет Михаил Тодоров Янушев (Граждане за европейское развитие Болгарии (ГЕРБ)) по результатам выборов.
Кмет (мэр) общины Казанлык — Стефан Христов Дамянов (инициативный комитет) по результатам выборов.